# Stanley Keleman
Stanley Keleman (novembro de 1931 - 11 de agosto de 2018)  foi um escritor e terapeuta americano, que criou a abordagem de psicoterapia corporal conhecida como "psicologia formativa". Foi um dos líderes do movimento de psicoterapia corporal nacional e internacionalmente. Sua metodologia com base anatômica, incorpora uma perspectiva evolutiva, filosófica e mitológica; dentro deste paradigma formativo, o ser humano é capaz de aprender a autoinfluência voluntária da expressão instintiva e emocional como forma de administrar os dilemas da vida diária e formar escolhas pessoais para a criação de um futuro. Keleman começou a desenvolver e articular seus conceitos em 1957. Em 1971, publicou o primeiro de 10 livros.

## Biografia

### Primeiros anos
Keleman nasceu em Brooklyn em 1931, filho de imigrantes judeus da Hungria e da Romênia. Ele se formou no Instituto de Quiropraxia de Nova York em 1954.

### Carreira

#### Início de carreira e mentorias
Durante seus primeiros anos como clínico quiroprático, a partir de 1955, ele se concentrou na redução do estresse e começou a observar a relação entre conflito emocional, movimento do organismo e distorções da postura corporal.
Essa educação equilibrou as abordagens caracterológicas de Lowen, Freud e Reich. Ele também começou a ministrar aulas de expressão emocional nessa época para explorar a relação entre padrões de movimento e expressão psicológica.
Nessa mesma época, iniciou uma orientação pessoal com Nina Bull, da Universidade de Colômbia, e autora de A Teoria da Atitude da Emoção (em inglês, The Attitude Theory of Emotion). Ele se juntou a ela em um projeto de pesquisa que resultou em seu livro, O corpo e sua mente (em inglês, The Body and Its Mind). Este trabalho se tornou a força principal que transformou a orientação quiroprática de Keleman de distorção postural para reorganização postural e influenciou profundamente a direção de seu trabalho. Ao trabalhar com ela em sua pesquisa, ele percebeu como as ações físicas estão na base da organização emocional de uma pessoa e não o contrário. A ação precede a emoção e é sua criadora; a ação não é o resultado da emoção.
No início da década de 1960, Stanley estudou Análise Daisen em Zurique com Dori Gutscher, na escola de Medard Boss, e na Alemanha com o professor Karlfried Graf Durckheim, no Centro de Estudos de Iniciação. Durckheim ofereceu uma abordagem que usava a forma humana para revelar a relação do homem com sua própria natureza e com a natureza em geral. A partir dessas experiências, Keleman evoluiu de uma ênfase instintiva e social, acrescentando uma orientação fenomenológica e existencial que ele sentia ser uma perspectiva filosófica ausente.
Essas oficinas evoluíram para os programas anuais ministrados por Keleman em Berkeley e Solingen, na Alemanha, que conectam sonhos, corpo e processo formativo.

#### Carreira posterior
A educação somático-emocional no Centro usa a experiência individual, emoções, padrões de ação, insights e imagens para descobrir como a vida foi moldada e o que está procurando emergir. O foco é aprender a usar o córtex e os músculos para gerar voluntariamente experiências para crescer e criar uma habilidade pessoal para administrar a própria vida, à sua maneira.
A partir do início dos anos 1990, Keleman desenvolveu seu trabalho com ênfase na educação, ao invés da terapia. Ele aplicou ideias da teoria da evolução de Darwin e da teoria de massa e energia de Einstein para entender como as formas mudam com o tempo e como o indivíduo pode aprender a influenciar o corpo que a natureza nos deu. Junto com sua visão e filosofia da Psicologia Formativa, ele desenvolveu uma metodologia original para ensinar os indivíduos a participar de seu próprio processo formativo. Seu foco está em como o corpo se molda ao longo do tempo, em todas as fases da vida, como parte de um processo contínuo de formar voluntariamente um futuro e um eu pessoal.
Keleman deu seminários públicos sobre Psicologia Formativa na Terapia Espectro (em inglês, Spectrum Therapy) em Londres, Inglaterra. A Spectrum é membro da comunidade internacional de psicologia formativa e de seu programa de supervisão e estudo profissional. Centros adicionais onde a abordagem da Psicologia Formativa de Keleman fornece a base tanto para o trabalho clínico quanto para a educação são o Prática para a Educação e Terapia Somática (em inglês, Practice for Somatic Education and Therapy) em Groningen, Holanda e o Instituto de Gerenciamento de Estresse (em inglês, Institute for Stress Management) em Mainz, Alemanha.

#### Prêmios e honras
Recebeu o Prêmio de Conquistas ao Longo da Vida da Associação Americana de Psicoterapia Corporal, em junho de 2005 e da Associação Européia de Psicoterapia Corporal, em Berlim, em setembro de 2007. Ele recebeu um Ph.D honorário. da Saybrook Universidade em San Francisco em junho de 2007 por suas contribuições para o campo da Psicoterapia Corporal e Psicologia Humanística.
Keleman foi o Presidente Honorário e Diretor de Pesquisa da Escola Zurich para Forma e Movimento em Zurique, Suíça, do Centro Brasileiro de Psicologia Formativa no Rio de Janeiro, Brasil, e do Instituto de Psicologia Formativa em Solingen, Alemanha onde também lecionou.